# Rue des Déportés (Laval)
Pour les articles homonymes, voir Rue des Déportés.
La rue des Déportés, anciennement « rue de l'Hôtel-de-Ville », est une voie du centre-ville de la commune française de Laval.

## Situation et accès
Elle relie la place de la Trémoille à la place du 11-Novembre, reliant ainsi le Vieux Laval médiéval au centre-ville aéré du XIXe siècle.

## Historique
La rue des Déportés est percée en 1859 dans le tissu urbain médiéval afin de relier directement la ville haute à la place du 11-Novembre, alors « place de la Mairie », sur laquelle se trouve l'hôtel de ville. Cette place, récemment créée, est alors devenue le nouveau centre névralgique de la ville, au détriment des rues étroites massées autour du château. Le percement de la rue entraîne la disparition de nombreuses maisons ainsi que de la rue du Mortier.

## Bâtiments remarquables et lieux de mémoire
- Le Palais de justice de Laval, dont la façade intègre la grande verrière de l'ancien grand magasin « À la Ménagère », datant de 1911 et détruit en 2002[1].